# Maracaí (kommun)
Maracaí är en kommun i Brasilien.   Den ligger i delstaten São Paulo, i den södra delen av landet, 800 km söder om huvudstaden Brasília. Antalet invånare är 13 344.
Följande samhällen finns i Maracaí:
- Maracaí

Trakten runt Maracaí består till största delen av jordbruksmark. Runt Maracaí är det glesbefolkat, med 19 invånare per kvadratkilometer.